# Closterocerus africanus
Closterocerus africanus är en stekelart som beskrevs av James Waterston 1925. Closterocerus africanus ingår i släktet Closterocerus och familjen finglanssteklar.
Artens utbredningsområde är:
- Ghana.
- Elfenbenskusten.
- Tanzania.

Inga underarter finns listade i Catalogue of Life.